# Хайнрих III (Плауен)
Хайнрих III фон Плауен „Млади“/„Дългия“ (на немски: Heinrich III 'der Lange'
Vogt von Plauen; * ок. 1284 в Плауен; † между 16 февруари 1347 и 8 май 1348) от род Ройс е фогт на Плауен („старата линя“) (1302 – 1348), капитан, съдия на Егер/Хеб. От 1312 г. той е наричан „Дългия“.
Той е син на Хайнрих II фон Плауен „Бохемеца“ († 1302) и съпругата му Катарина фон Ризенбург ( † пр. 1333), дъщеря на Борзо фон Ритенбург и Петронила фон Кравар.
На 20 март 1304 г. фогтовете на Плауен и Гера посещават крал Албрехт I. Същата година Хайнрих III става имперски управител на Егер/Хеб. При подялбата с братовчедите му той получава Плауен с Ауербах, Пауза, Гефел, Хиршберг, Зелб, Еше и Граслиц. На 31 декември 1306 г. той получава господството Мюлтроф. Той купува дворец Фогтсберг при Оелсниц от Ото фон Берга.
На 7 януари 1312 г. Хайнрих III и всички други фогтове са в Прага при бохемския крал Ян Люксембургски, за да сключат с него военен съюз против маркграфовете на Майсен.
На 24 юни 1329 г. император Лудвиг IV Баварски издава документ от Павия в Северна Италия, с който дава права на фогтовете да вземат данъци, да ловуват и да сечат монети.

## Фамилия
Хайнрих III фон Плауен се жени пр. 1302 г. за Маргарета фон Зееберг (* ок. 1288; † пр. 20 февруари 1322), дъщеря на Албрехт фон Зееберг, бургграф на Кааден и Билин, маршал на Бохемия († 1321) и Маргарета. Те имат децата:
- Катарина фон Плауен († 1 март 1336), омъжена пр. 15 май 1318 г. за фогт Хайнрих X фон Вайда Млади († сл. 30 ноември 1363)
- Хайнрих фон Плауен († сл. 10 април 1346), каноник в Мерзебург, Майсен и Наумбург
- Хайнрих IV фон Плауен-Мюлтроф „Млади“ (* ок. 1308 в Плауен; † 14 февруари 1348), фогт на Плауен, господар на Мюлтроф, женен пр. 18 август 1333 г. за Агнес фон Шлюселберг († 16 май 1354/17 август 1354), дъщеря на Конрад II/III фон Шлюселберг († 1347) и Елизабет.
- дъщеря, омъжена за Буркхард II фон Лобдебург-Елстерберг в Шварцбург († сл. 1346)